# Евпатория (футбольный клуб)
«Евпатория» (укр. Євпаторія) — крымский футбольный клуб из одноимённого города, выступает в Премьер-лиге Крыма. Домашние матчи проводит на стадионе «Арена Крым», вместимостью 2000 человек.

## История
С 1 января 2015 года, в соответствии с постановлением УЕФА от 4 декабря 2014 года, футбольным клубам Крыма было запрещено участвовать в соревнованиях Российского футбольного союза. С целью развития профессионального футбола на полуострове УЕФА приняло решение проводить на этой территории собственный чемпионат среди профессиональных клубов. Новый чемпионат Крыма стартует 22 августа 2015 года. Для определения его участников был проведён Всекрымский турнир, призванный заполнить полугодичную паузу в крымском футболе и стать подготовительным этапом перед стартом Премьер-лиги Крыма 2015/16.
Для участия во Всекрымском турнире Роман Тихончук депутат Евпаторийского городского совета и по совместительству президент заозёрненского «Сталкера», выигрывавшего в Евпатории практически все трофеи и участвовавшего в чемпионате Крыма, принял решение отказаться от своего детища под названием «Сталкер» и на его базе собрать команду, которая бы пиарила город-курорт и состояла из местных игроков. В связи с этим новый клуб Тихончука получил название «Евпатория» и стал базироваться на территории спорткомплекса «Арена-Крым». Первую игру во Всекрымском турнире «Евпатория» провела 18 апреля 2015 года против другого евпаторийского клуба — «Беркут». Матч завершился победой «Беркута» (6:4). По итогам турнира «Евпатория» под руководством главного тренера Романа Рожанского проиграла все 9 игр, команда пропустила 43 гола, забив при этом всего 9 мячей.
По итогам этого соревнования были выбраны 8 команд, сформировавшие Премьер-лигу Крыма. Главным принципом составления крымского чемпионата был — «один город — одна команда». Руководство КФС, несмотря на плохие результаты клуба во Всекрымском турнире, отдало единственную путёвку от города в новый чемпионат именно ФК «Евпатория», в связи с чем евпаторийский «Беркут», занявший в первенстве 5-е место, переехал в Армянск. Впоследствии выяснилось, что в главном турнире республики под вывеской ФК «Евпатория» должны были играть совсем другие футболисты, не те местные игроки, что проиграли все матчи во всекрымском футбольном первенстве.
20 июня 2015 года обновлённая «Евпатория» провела товарищескую игру против хабаровской «СКА-Энергии». Встреча закончилась с ничейным счётом (2:2).

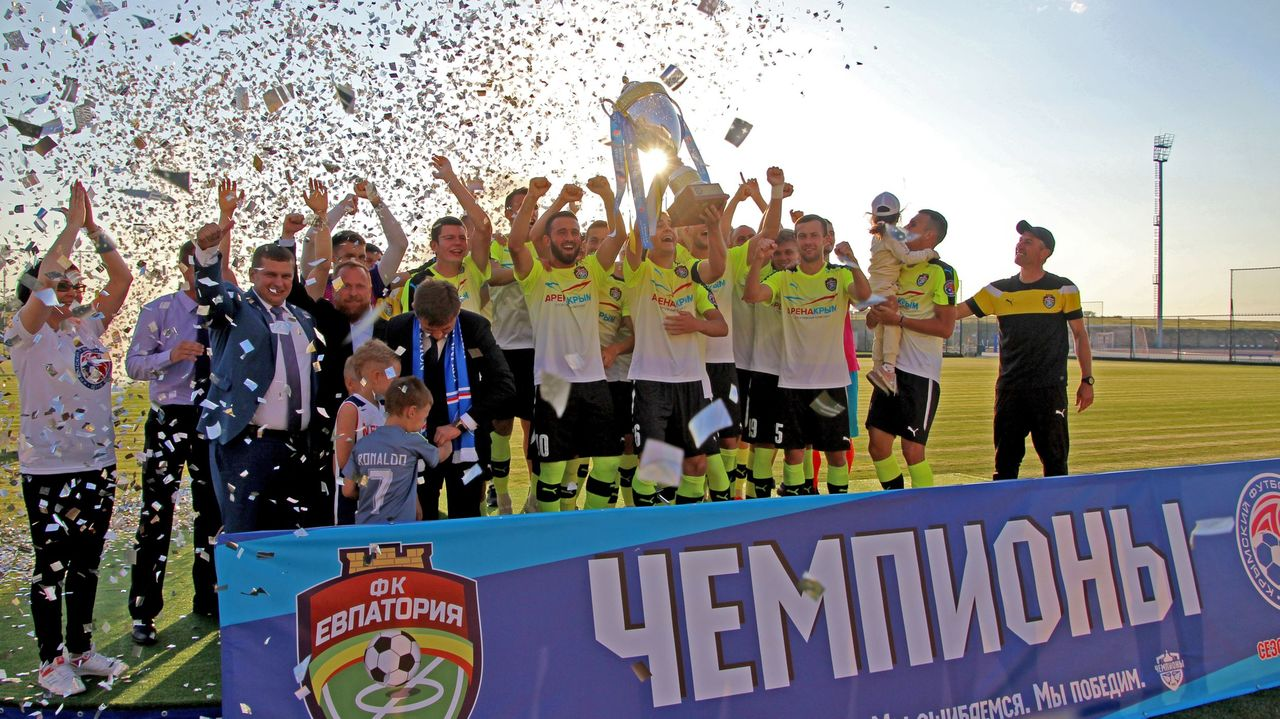
Победитель чемпионата Крыма сезона 2017/18

В июне 2015 года «Евпаторию» мог возглавить Андрей Канчельскис, который даже приезжал в город-курорт с рабочим визитом. В итоге Канчельскис отказался от должности в связи с санкциями из-за аннексии Крыма Россией.
1 июля 2015 года «Евпатория» сыграла две товарищеские игры против астаханского «Волгаря». Обе встречи закончились поражением крымчан (0:5) и (0:3). В июле 2015 года главным тренером стал Вячеслав Беляев. На должность генерального директора клуба был приглашён Александр Гудим, а спортивным директором стал Александр Яцун.
22 июля 2015 года команда начала подготовку к новому сезону. Во время летних сборов команда провела три товарищеские игры. Евпаторийцы сыграли против севастопольского СКЧФ (1:2), керченского «Океана» (2:0) и «Бахчисарая» (0:1). 4 августа 2015 года компания Puma стала техническим партнёром евпаторийцев. 17 августа 2015 года «Евпатория» первой из команд Премьер-лиги Крыма заявилась на сезон, включив в свою заявку 18 игроков. 3 августа 2015 года команда дебютировала в Премьер-лиге Крыма в матче против армянского «Беркута», который завершился поражением евпаториейцев (1:2). Капитаном команды стал Иван Войтенко, а автором первого гола «Евпатории» в первенстве Крыма стал Дмитрий Матвиенко, который также стал лучшим правым защитником 1 тура.
14 июля 2022 года было объявлено о том, что «Евпатория» не примет участие в сезоне 2022/23 в связи с финансовыми трудностями.

## Стадион
Спортивный комплекс «Арена Крым» основан в 2010 году в Евпатории возле Мойнакского озера. В следующем году было получено разрешение на постройку в четырёх гектарах земли спорткомплекса. На данный момент он насчитывает три стандартных футбольных поля и два мини-поля. На «Арене Крым» есть два натуральных поля и одно с искусственным покрытием. В 2013 году было начато строительство трибун и подтрибунных помещений, в которых находится 12 раздевалок. Стадион «Арена Крым» вмещает 2000 человек. Арена была построена на средства Норильского никеля за 100 млн рублей.

## Состав
| 13 | Флаг России | Вр  | Владислав Суслов    | 1995 |  |  |  |  |
| 1  | Флаг России | Вр  | Ростислав Тыщенко   | 2004 |  |  |  |  |
|    |             |     |                     |      |  |  |  |  |
| 4  | Флаг России | Защ | Зеки Алиев          | 1997 |  |  |  |  |
| 25 | Флаг России | Защ | Ибрагим Аль-Джубури | 2004 |  |  |  |  |
| 10 | Флаг России | Защ | Арсентий Ануфриенко | 1990 |  |  |  |  |
| 23 | Флаг России | Защ | Евгений Харченко    | 1994 |  |  |  |  |
|    |             |     |                     |      |  |  |  |  |
| 15 | Флаг России | ПЗ  | Вадим Автаев        | 1996 |  |  |  |  |
| 9  | Флаг России | ПЗ  | Азамат Атаев        | 1994 |  |  |  |  |
| 18 | Флаг России | ПЗ  | Ленур Ахунов        | 1989 |  |  |  |  |
| 3  | Флаг России | ПЗ  | Максим Давидчук     | 1992 |  |  |  |  |
| 17 | Флаг России | ПЗ  | Владислав Ковалев   | 2004 |  |  |  |  |

| 14 | Флаг России | ПЗ  | Никита Мазуренко  | 2004 |  |  |  |  |
| 20 | Флаг России | ПЗ  | Юрий Максимов     | 1998 |  |  |  |  |
| 6  | Флаг России | ПЗ  | Руслан Маргиев    | 1995 |  |  |  |  |
| 11 | Флаг России | ПЗ  | Длявер Нуридинов  | 1992 |  |  |  |  |
| 16 | Флаг России | ПЗ  | Богдан Пустовитов | 2004 |  |  |  |  |
| 2  | Флаг России | ПЗ  | Кевин Рукабер     | 2004 |  |  |  |  |
| 19 | Флаг России | ПЗ  | Михаил Хромов     | 2004 |  |  |  |  |
| 24 | Флаг России | ПЗ  | Асан Чубаров      | 2004 |  |  |  |  |
|    |             |     |                   |      |  |  |  |  |
| 21 | Флаг России | Нап | Николай Хомич     | 1990 |  |  |  |  |
| 22 | Флаг России | Нап | Егор Шпарёв       | 2004 |  |  |  |  |
| 7  | Флаг России | Нап | Ярослав Юдин      | 1998 |  |  |  |  |

## Руководство
- Президент — Александр Яцун

## Главные тренеры
- Роман Рожанский (2015)
- Вячеслав Беляев (2015—2016)
- Владимир Мартынов (2016—2018)
- Сергей Величко (2018)
- Алексей Грачёв (2019—2021)
- Олег Лещинский (2022—н. в.)